# A-lại-da thức
A-lại-da thức (chữ Hán: 阿賴耶識, tiếng Phạn: ālayavijñāna, tiếng Tạng: kun gzhi rnam par shes pa chữ Tạng: ཀུན་གཞི་རྣམ་པར་ཤེས་པ་) là thuật ngữ phiên âm, dịch ý là Tàng thức hay Tạng thức (zh. 藏識). Là một khái niệm quan trọng của Duy thức tông (sa. vijñānavāda), một trong hai nhánh chính của Phật giáo Đại thừa (sa. mahāyāna). Trong trường phái này, thuyết về A-lại-da thức nói về 8 thức là Nhãn thức, Nhĩ thức, Tỷ thức, Thiệt thức, Thân thức, Ý thức, Mạt na thức, A-lại-da thức. A-lại-da thức được xem là thức căn bản của mọi hiện tượng, nên còn gọi là Hàm tàng thức. Thức này chứa đựng mọi sự trải nghiệm của đời sống mỗi con người và nguồn gốc tất cả các hiện tượng tinh thần.
Khái niệm A-lại-da thức là cơ sở của Duy thức tông, qua đó người ta giải thích sự hiện hữu của "con người", của "cá nhân". Theo đó, các chủng tử (sa. bīja), tức là các hạt mầm của Nghiệp (sa. karma, pi. kamma) được chứa đựng trong A-lại-da thức và đợi nhân duyên đầy đủ sẽ hiện thành tư tưởng. Các tư tưởng có tính riêng tư đó tác động trong mối liên hệ với Vô minh (sa. avidyā) và Ngã chấp (sa. ātmagrāha) làm cho mỗi người tưởng rằng có một con người đứng sau mọi hành động của mình. Tư tưởng đó lại gây tiếp các chủng tử của nghiệp, và nghiệp lại tiếp tục tạo tác. Vòng lẩn quẩn này chỉ được đối trị bằng quan điểm cho rằng, không hề có một thế giới độc lập ngoài Tâm. Theo đó thế giới chỉ là phản ánh của A-lại-da thức, con người chỉ thấy bóng dáng của chính tâm thức nó. A-lại-da thức thường được xem như là "sự thật cuối cùng", có khi được gọi là Chân như (sa. tathatā). Theo một quan điểm Phật giáo khác thì A-lại-da thức chỉ là nơi tập hợp của mọi nghiệp xưa cũ (Pháp tướng tông).
Nói một cách dễ hiểu nhất, A-lại-da thức được ví như một kho tàng của các loại hạt giống - những thiện và bất thiện nghiệp mà một chúng sinh đã tạo ra trước đó được huân tập không sót một chi tiết nhỏ nào. Khi gặp thời cơ thuận lợi, một hoặc nhiều hạt giống (tốt và xấu) sẽ được đưa ra, gieo trồng và trổ quả, kết quả là chúng sinh được sinh ra phải hưởng những quả do những kiếp quá khứ đã làm ra mà không thể trốn tránh, chối bỏ nó, những hạt (chủng tử) này sẽ liên tục được trau dồi vào kho tàng A-lại-da thức cho đến khi chúng sinh đó hoàn toàn đạt được giác ngộ.